# رود شایر
 رود شایر رودی است به زامبزی می‌ریزد. این رود از کشورهای مالاوی و موزامبیک می‌گذرد.